# 한국과학기술연구원
한국과학기술연구원(韓國科學技術硏究院, Korea Institute of Science and Technology, 약칭 KIST)은 1966년 “한국과학기술연구소”라는 이름으로 설립된 대한민국의 종합연구기관이다. 과학기술정보통신부 산하 기타공공기관으로 서울특별시 성북구 화랑로14길 5(하월곡동)에 위치하고 있다. 또한 이 시설은 국가보안시설 1급에 해당되므로 외부인 출입이 제한된다.

## 역사
1965년에 대한민국 대통령 박정희의 요청으로 미국 대통령 린든 B. 존슨과의 합의에 의해서 설립되었다. 미국의 바텔 연구소(Battelle Memorial Institute)와의 기술적인 자매기관으로 출발이 촉진되어, 건축가 김수근이 설계를 맡아 1966년에 착공, 3년 만인 1969년에 준공됨으로써 동양굴지의 대연구소로 그 첫발을 내디디게 되었다.
65에이커의 우거진 숲속에 총면적 100만m2가 넘는 10여 동의 빌딩에 완전한 시설을 갖춘 이 연구소는 내자 36억 1천만 원과 외자 918만 8천 달러를 투자하여 제2차 과학기술진흥 5개년계획 기간 중 가장 큰 규모의 사업으로 성공을 거둔 것 중의 하나이다.
연구소장과 행정·연구·기술 협력 부문의 세 부소장 밑에 있는 11개의 부속기구의 중추를 이루는 것은 32개의 완전한 시설을 갖춘 연구실과 실험실이다. 거기에는 고온자료연구실, 고체물리연구실, 조선 및 해양연구실, 식량자원연구실, 응용미생물연구실, 종합체연구실 등 현대과학의 첨단을 걷는 여러 분야가 포함되어 있고, 박사 학위를 가진 50여 명의 젊은 과학자들을 포함한 300여 명의 연구원들이 참여해 왔다.
세계적 수준의 연구소로 발전시키려는 정부의 노력은 이 연구소가 설립된 지 수년 만에 성공적으로 이루어져, 동양 굴지의 싱크 탱크(think tank)로서 정평 있는 존재가 되었다. 1971년도에 연구 용역 계약고 5,000만 달러를 돌파한 KIST는 주로 다음과 같은 사업에 대한 중점적인 연구 개발과 사업을 촉진하여 왔다.
이러한 KIST는 1981년 한국과학원(KAIS)과 통합되어 한국과학기술원(KAIST)이 되었다. 1989년 한국과학기술원에서 분리되어 "한국과학기술연구원(KIST)"으로 독립하였다.

## 조직

### 한국과학기술연구원장
- 감사
  - 감사부
- 연구기획위원회
- 연구심의위원회
- SFS융합연구단
- 치매DTC융합연구단

#### 부원장
- 뇌과학연구소
  - 신경과학연구단
  - 기능커넥토믹스연구단
  - 뇌의약연구단
  - 바이오마이크로시스템연구단
  - 신경교세포연구단
- 의공학연구소 보관됨 2019-10-30 - 웨이백 머신
  - 바이오닉스연구단
  - 생체재료연구단
  - 테라그노시스연구단
  - 복잡계 적응항암전략연구단
- 녹색도시기술연구소
  - 물자원순환연구단
  - 도시에너지연구단
  - 에너지융합연구단
  - 적정기술사업단
  - 친환경에너지사업단
- 차세대 반도체연구소
  - 전자재료연구단
  - 스핀융합연구단
  - 인공뇌융합연구단
  - 양자정보연구단
- 로봇· 미디어 연구소
  - 영상미디어연구단
  - 로봇연구단
  - 로봇기술플랫폼사업단
- 미래융합기술연구본부
  - 물질구조제어연구센터
  - 분자인식연구센터
  - 계산과학연구센터
  - 나노소재기술개발센터
  - 전통문화과학기술연구단
- 국가기반기술연구본부
  - 연료전지연구센터
  - 청정에너지연구센터
  - 센서시스템연구센터
  - 광전하이브리드연구센터
- 연구기획조정본부
  - 연구개발실
    - 기본사업운영팀
    - 수탁사업운영팀

  - 도핑콘트롤센터
  - 특성분석센터
  - 안보기술개발단
  - 연구동물자원센터
  - 마이크로나노팹센터
- 대외협력본부
  - 국제협력실
    - 글로벌협력팀
    - 학연운영팀

  - 인재개발실
- KIST 스쿨
  - 사무국
- 경영지원본부
  - 경영기획실
    - 기획예산팀
    - 재무팀

  - 경영관리실
    - 총무복지팀
    - 인사경영팀
    - 구매팀

  - 문화홍보실
    - 홍보팀
    - 문화경영팀

  - 인프라운영실
    - 건설운영팀
    - 안전·보안팀
    - 정보통신팀
- 기술정책연구소
  - 정책실
    - 정책기획팀
    - 미래전략팀
    - 연구기획·분석팀

  - 정책기획관
- 융합연구정책센터
  - 융합정책팀
- 기술사업단
  - 기술사업화실
    - 연구성과확산팀
    - 중소기업지원센터
- VKIST설립지원단
  - VKIST 사무국

### 분원연구소
- 강릉분원천연물연구소
- 전북분원복합소재기술연구소
- KIST유럽연구소

## 로봇
일본의 로봇 크로이노가 2005년 11월 4일 한국과학기술연구원의 로봇 디자인 포럼에 등장한 적 있다.

## 비판 및 논란
한국과학기술연구원은 2009년에서 2011년 사이의 기초기술연구회 인력을 실제 인원보다 매년 36∼50명씩 과다 보고하여 직원 성과급 등으로 인건비 58억원을 부당 집행하였고 감사원의 감사를 통해 드러났다.

## 같이 보기
- KAIST
- 세종 1호